# Das Salz der Erde (2014)

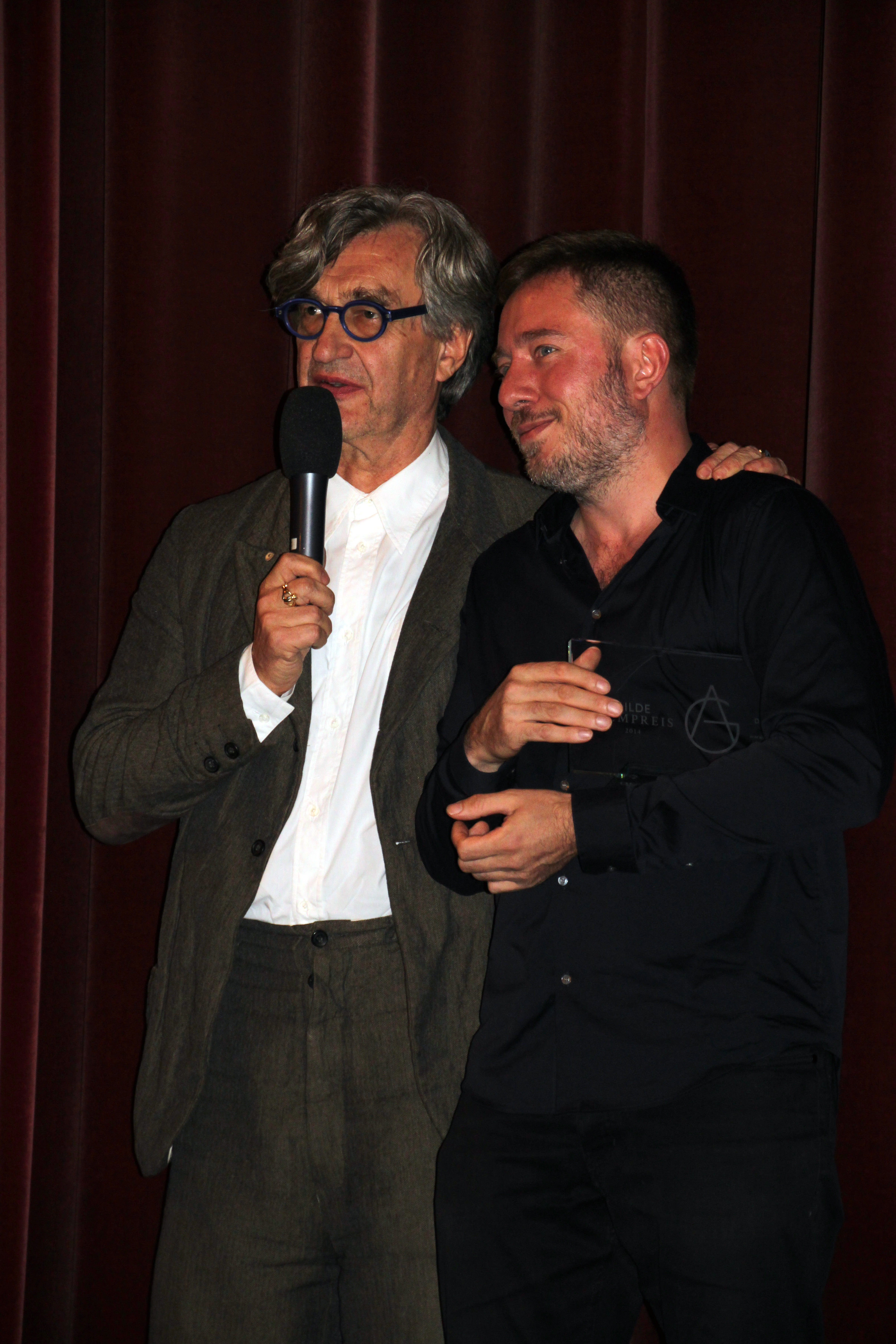
Wim Wenders und Juliano Ribeiro Salgado auf der „Friends & Family“-Premiere am 30. Oktober 2014 in Berlin.

Das Salz der Erde (Originaltitel: The Salt of the Earth) ist ein Dokumentarfilm über das Leben und Werk des brasilianischen Fotografen Sebastião Salgado in der Ko-Regie seines Sohnes Juliano Ribeiro Salgado und  Wim Wenders'.

## Inhalt
Der aus Brasilien stammende Fotograf Sebastião Salgado dokumentierte in den vergangenen 40 Jahren die Spuren unserer Menschheitsgeschichte auf allen Kontinenten. Als sozialdokumentarischer Fotograf wurde er Zeuge von internationalen Konflikten, Vertreibung, Krieg, Hunger und Leid. Dies hielt er mit seinen Schwarzweißfotos in Bildreportagen und Fotobänden wie „Workers – Arbeiter. Zur Archäologie des Industriezeitalters“, „Migranten“ oder „Afrika“ fest. 
Salgado erkrankte seelisch an dem Gesehenen und widmete sich in einer Schaffenspause der Wiederaufforstung eines erodierenden Gebietes in seiner Heimat, wodurch er zu seinem Fotoprojekt „Genesis“ inspiriert wurde, das die paradiesischen, von Menschen unberührten Orte der Erde zeigt. Damit kehrt er an den Ursprung allen Lebens zurück und offenbart eine Hommage an die Schönheit unseres Planeten.
Der Film zeigt das Leben und die Arbeit von Sebastião Salgado aus der Perspektive von zwei Regisseuren: zum einen aus der Sicht seines Sohnes Juliano Ribeiro Salgado, der den Vater oftmals bei seinen Reisen mit der Filmkamera begleitete, zum anderen aus der Sicht des Filmemachers Wim Wenders, der selbst Fotograf ist.

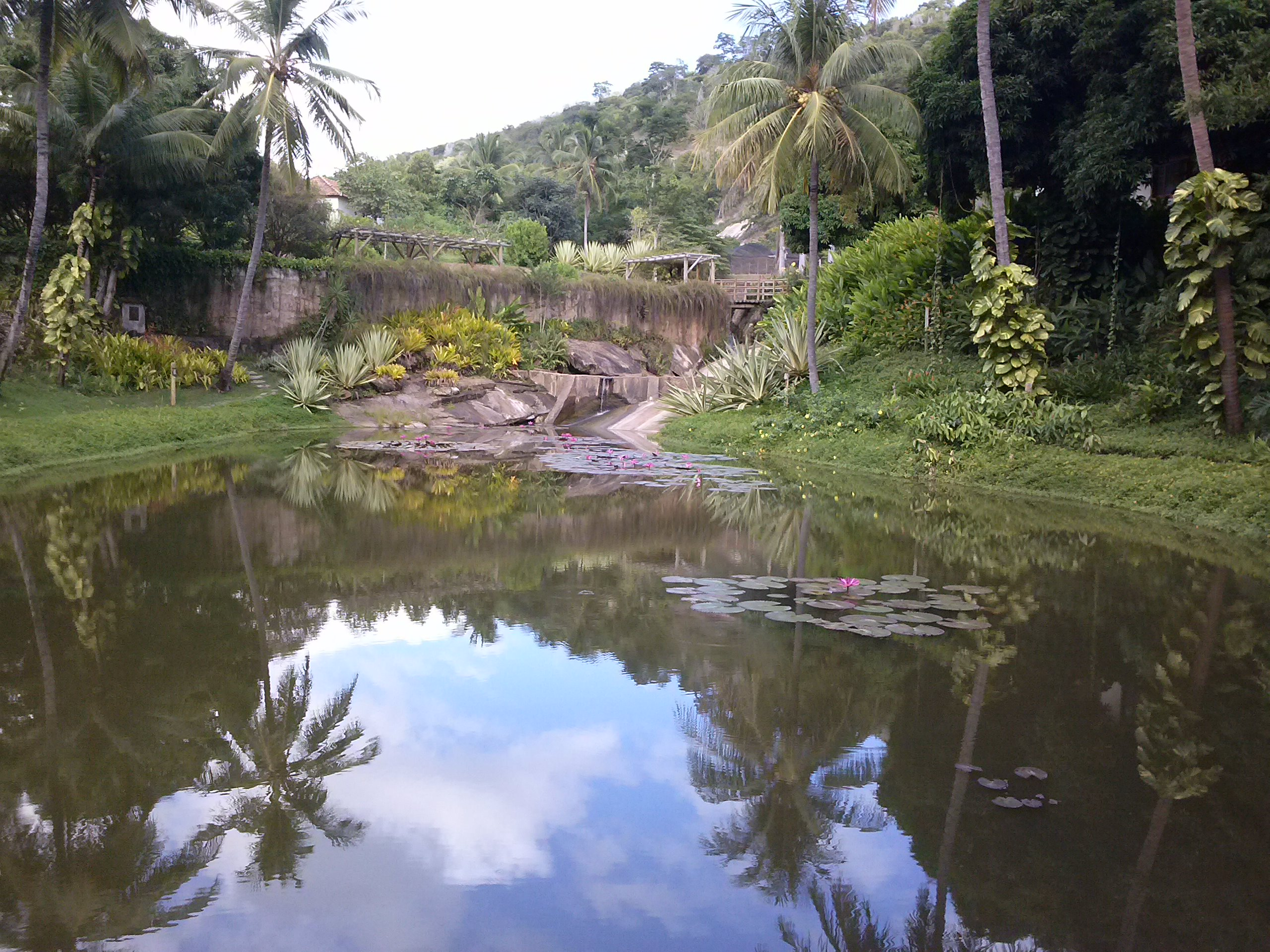
Drehort Instituto Terra Aymorés, das Wiederaufforstungsprogramm der Familie Salgado

## Hintergrund
In einer Galerie in Los Angeles entdeckte Wim Wenders 1990 erstmals ein Bild von Sebastião Salgado. Es zeigt in einer Schwarzweißaufnahme die freiwillig hart arbeitenden Goldschürfer in der brasilianischen Goldmine Serra Pelada in ihrem Arbeitsalltag, in deren Mitte ein Arbeiter zum Ausruhen an einem Pfahl lehnt. Begeistert von der Fotografie erwarb er dieses Bild und das Porträt einer blinden Tuareg-Frau in traditioneller Kleidung. Seitdem hängen diese beiden Bilder von Salgado über Wenders Schreibtisch. 
Für den Film wurde die Technik der „Teleprompter-Dunkelkammer“ entwickelt: Sebastião Salgado sitzt vor einem Bildschirm mit seinen Fotografien, die Kamera steht hinter einem halbdurchlässigen Spiegel direkt dahinter und filmt ihn sozusagen durch seine Fotografien hindurch. Dadurch schaut Salgado gleichzeitig auf seine Fotografien und blickt den Zuschauer direkt an. Ihm zuzusehen und zuzuhören, während er gleichzeitig sein Werk kommentiert, schafft eine für den Zuschauer sehr intime Situation und Atmosphäre.
Die Bildrede vom Salz der Erde kommt in der Bergpredigt vor. Darüber hinaus bedeutet das portugiesische Wort "salgado" im Deutschen "salzig".

## Veröffentlichung
Der Film wurde bei den Internationalen Filmfestspielen von Cannes 2014 erstaufgeführt.
Die Deutschlandpremiere in Anwesenheit von Wim Wenders wurde am 21. Oktober 2014 in der Lichtburg in Essen gefeiert. Am 30. Oktober 2014 stellten die beiden Regisseure Wim Wenders und Juliano Ribeiro Salgado ihren Film persönlich im Delphi Filmpalast in Berlin vor.
Der Kinostart in Deutschland war am 30. Oktober 2014. Die Veröffentlichung für den Heimkino-Markt war am 9. April 2015. Die Erstauflage enthält Postkarten mit Fotografien von Sebastião Salgado.

## Kritiken
„Wim Wenders’ neuer Dokumentarfilm porträtiert einen aussergewöhnlichen Künstler auf berührende Art und Weise. […] Durch eine eindrucksvolle und einzigartige Technik bringt Wenders die Geschichten zu den Bildern auf die Leinwand und gewährt dem Publikum einen Einblick in die Welt des Fotografen.“

„Im Fluss der Bilder macht der Film sinnlich erfahrbar, wie weit sich der Mensch im Zuge der Naturbeherrschung von sich selbst entfernt hat, wie die Formen der Ausbeutung einander bedingen. Das ergibt am Ende mehr als eine Künstlerbiografie. Es ist eine eigene ästhetisch-politische Intervention.“

## Auszeichnungen
- Das Salz der Erde wurde bei den Internationalen Filmfestspielen von Cannes 2014 in der Sektion Un Certain Regard mit dem Spezialpreis ausgezeichnet.[6]
- Im Rahmen der 14. Filmkunstmesse Leipzig erhielt der Film von der Arbeitsgemeinschaft Kino – Gilde deutscher Filmkunsttheater den Gilde-Filmpreis als Beste Dokumentation.[7]
- Am 15. Januar 2015 wurde Das Salz der Erde von der US-Filmakademie für einen Oscar als bester Dokumentarfilm nominiert.[8]
- Am 20. Februar 2015 gewann der Film einen César als Bester Dokumentarfilm.